# Altena (bedrijf)

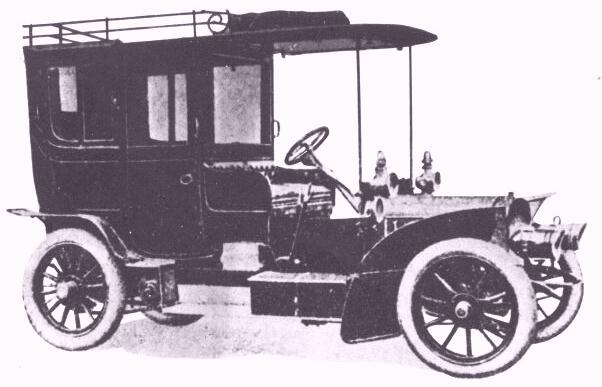
Een Altena limousine uit 1905

Altena is een Nederlandse producent van motorfietsen en auto's die bestond van 1900 tot 1906.

## Geschiedenis
In 1901 richtte Anton van Altena (1873-1944) een (auto)werkplaats op die in juni 1902 werd omgezet in een nv, de Haarlemsche Automobiel- en Motorwielfabriek gevestigd te Heemstede. De twee medevennoten waren de particulier Cornelis Louis de Veer en zijn zoon Cornelis, werktuigkundige. Alle drie de vennoten woonden in Haarlem. De onderneming bouwde voornamelijk 2 en 3 pk eencilindermotoren. Altena staat bekend als de eerste Nederlandse fabrikant die zijn eigen viertaktmotor bouwde.
Van Altena was ook een pionier in de motorsport: hij was een van de eerste Nederlanders die aan een internationaal evenement meedeed. In april 1904 nam hij met een 2 PK Altena deel aan de wedstrijd Parijs-Bordeaux-Parijs. Van Altena volbracht de vier dagen durende en 1200 km lange tocht, wat slechts 26 van de 60 gestarte rijders lukte. In augustus van dat jaar nam hij met succes deel aan de 1000 Miles Reliability Trials georganiseerd door de Britse Auto-Cycle Union.
Aanvankelijk bouwde Van Altena De Dion-Bouton motoren in, maar vanaf 1902 bouwde hij zijn eigen motoren. Hoewel Van Altena auto's maakte, was de motorfiets zijn belangrijkste product. De vennootschap ging in 1906 bankroet. Altena vertrok in 1907 naar Amerika waar hij onder meer een vliegtuig bouwde en in de automobielhandel werkte. In 1925 kwam hij terug naar Nederland waar hij in 1944 overleed.
Volgens eigen opgave (een interview in het blad "Motor" van 4 september 1942) schatte Van Altena dat hij "een goede 1000" motorrijwielen gefabriceerd had. Er zijn geen overgebleven exemplaren bekend, wel twee motorblokken, één in Nederland en één in Australië. Een studie uit 2010 over de geschiedenis van Van Altena en zijn bedrijf concludeert dat een aantal van maximaal 100 geproduceerde motorfietsen en een tiental auto's realistischer is.